# Albert Vanhoye
Albert Vanhoye   (Hazebrouck, 24 de juliol de 1923 - Roma, 29 de juliol de 2021) va ser un prevere jesuïta i un exegeta. Va ser ordenat cardenal el 2006.
Albert Vanhoye ingressà el 1941 a la Societat de Jesús i estudià a l'escolàstica jesuïta a França i a Bèlgica, obtenint una llicenciatura i el doctorat en Sagrades Escriptures amb una tesi sobre l'Epístola als Hebreus, de l'Institut Bíblic Pontifici (el Biblicum) de Roma. Va ser ordenat prevere el 25 de juliol de 1954.
Després d'una estada a la casa d'estudis dels jesuïtes a Chantilly, va ser reclamat a Roma el 1963 per ser Professor d'Escriptura a l'Institut Pontifici Bíblic, on durant 6 anys va fer de rector (1984-1990). Es retirà el 1988. La seva recerca tractà principalment amb les Cartes del Nou Testament, en particular l'Epístola als hebreus, de la que és considerat possiblement el principal expert al món. Durant els seus anys al Biblicum dirigí 29 tesis sobre aquest camp. Va ser degà de la Facultat Bíblica (1969-75) i director de la revista Biblica (1978-1984). A partir de 1980 dirigí la col·lecció de monografies bíbliques  Analecta Biblica .
Durant diversos anys també va ser Secretari de la Comissió Pontifícia Bíblica, sota el llavors president cardenal Ratzinger. Després de 1998 seguí com a Consultor en diversos dicasteris de la Cúria Romana fins a ser nomenat al Col·legi de Cardenals.
Va ser creat cardenal diaca pel Papa Benet XVI al consistori del 24 de març de 2006, quan ja tenia 82 anys i, per tant, no podia votar als conclaves. Va obtenir la dispensa de l'obligació de ser consagrat bisbe en el moment de la seva elevació a cardenal.
Entre el 10 i el 16 de febrer de 2008 predicà els exercicis espirituals de la Cúria Romana, amb la presència del Papa Benet XVI.
Al novembre del 2010 el cardenal Vanhoye va ser nomenat pel Príncep Carlo, Duc de Castro com a Conseller Eclesiàstic de la Casa Reial de Borbó-Dues Sicílies, havent servit prèviament com a Gran Prior de l'Orde Sagrat Militar Constantinià de Sant Jordi.

## Obres principals
- La structure littéraire de l'Epître aux Hébreux, Desclée de Brouwer, Tournai, 1963.
- Situation du Christ. Epître aux hébreux 1 et 2, Paris, 1969.
- Prêtres anciens, prêtre nouveau selon le Nouveau Testament, Paris, 1980.
- La lettre aux Hébreux: Jésus-Christ, médiateur d'une nouvelle alliance, Paris, 2002.